# Maxence Roldes
Maxence Roldes, né le 13 septembre 1867 à Brantôme (Dordogne) et mort le 20 mai 1958 à Lagny (Seine-et-Marne), est un homme politique français.

## Biographie
Fils de cheminot, Maxence Roldes abandonne ses études secondaires à l'âge de quatorze ans, et, après avoir été employé de commerce, travaille comme commis à la compagnie des chemins de Fer d'Orléans, à Paris, à partir de 1885.
Il s'engage en politique dans les années 1890, d'abord membre du Parti ouvrier, puis du Parti ouvrier socialiste révolutionnaire, il rejoint l'alliance communiste révolutionnaire, animée par d'anciens blanquistes. Pendant toute cette période, il anime de nombreuses conférences et réunions publiques, un peu partout en France. En 1899, il observe et participe à la mobilisation des ouvriers et mineurs du Creusot et de Montceau-les-Mines.
Il se fixe ensuite dans l'Yonne, où il obtient un emploi de rédacteur en chef du journal radical local, L'Yonne, qu'il n'occupe que pendant quelques mois, avant de travailler pour un autre journal local, Le Petit Sou. La faiblesse de ses revenus le conduit à accepter un emploi au ministère de la Guerre, obtenu grâce à l'aide du radical Maurice Berteaux, alors ministre.
Ayant rejoint la SFIO à sa création, il devient permanent, comme délégué à la propagande, du nouveau parti socialiste unifié. Il écrit alors régulièrement dans L'Humanité. Membre de la commission administrative du parti de 1906 à 1907, puis de 1910 à 1914, il est alors secrétaire adjoint de la SFIO.
Pendant plus de vingt ans, il est régulièrement candidat socialiste à diverses élections, notamment à toutes les élections législatives de 1898 à 1914, sans jamais être élu.
Après un nouvel échec, dans l'Yonne, en 1928, il finit par entrer au Palais-Bourbon en 1932, élu dans la circonscription de Joigny-Tonnerre, où il bat le sortant Lucien Roche. Passé chez les néo-socialistes en 1933, il les quitte pour montrer sa désapprobation à la participation d'Adrien Marquet au gouvernement, et retourne à la SFIO dès 1934.
Réélu député en 1936, il vote en 1940 les pleins pouvoirs à Philippe Pétain, ce qui marque la fin de sa carrière politique.

## Sources
- « Maxence Roldes », dans le Dictionnaire des parlementaires français (1889-1940), sous la direction de Jean Jolly, PUF, 1960 [détail de l’édition]